# Prospektív emlékezet

Az agyféltekék lebenyei (animáció).

Az övtekervény (animáció).

Hippocampus (animáció).

Parahippocampalis tekervény (animáció).

A köztiagy (piros) térbeli helyzete (animáció). Legnagyobb részét a talamusz képezi.

A limbikus rendszer

Az agykamrák helyzete a koponyában. Oldalkamrák vetülete piros, harmadik és negyedik agykamráké sötétkék színnel jelölve.

A híd térbeli helyzete.(animáció)

A nyúltvelő térbeli helyzete.(animáció)

Prospektív emlékezetnek nevezzük azt a memóriafajtát, amikor emlékszünk rá, hogy meg kell tennünk valamit, amit elterveztünk, anélkül, hogy bárki vagy bármi is emlékeztetne bennünket. Alacsony információtartalommal rendelkezik, mivel csak a mindennapi terveinkkel és céljainkkal foglalkozik. Ilyen például, mikor eszünkbe jut, hogy fogkrém tetejét visszatekerjük fogmosáskor, megírjunk egy fontos e-mailt vagy vissza kell vinnünk egy kikölcsönzött filmet. Bizonyos személyek életében vannak rendkívül fontos feladatok, amiknek elfelejtése komoly következményekkel járhat. Ide tartozó példa, mikor a pilóta nem felejt el végrehajtani repülés során egy biztonsági eljárást. 
Különbséget kell tenni a retrospektív és a prospektív emlékezet között. Az előbbinek magas az információtartalma: nem csak emberekről és szavakról alkotott tudásunkat tartalmazza, de tárolja azokat az eseményeket, amelyek korábban megtörténtek velünk. Általában több külső hívóinger (például egy múlttal kapcsolatos kérdés) áll rendelkezésünkre. A prospektív emlékezet jövőbeni terveinkre összpontosít.

## A prospektív emlékezet fajtái

### Eseményalapúésidői alapúprospektív emlékezet
A prospektív emlékezetet két nagy csoportra tudjuk osztani annak alapján, hogy milyen hívóingerekkel figyelmeztetik a személyt egy cselekvés végrehajtására.
Az egyik csoport az  eseményalapú prospektív emlékezet , amikor valamilyen külső esemény emlékeztet bennünket arra, hogy meg kell tennünk valamit. Például elsétálva egy könyvtár előtt eszünkbe jut, hogy vissza kell vinnünk egy könyvet.
A másik csoport az  idői alapú prospektív emlékezet . Ebben az esetben a végrehajtandó cselekvés valamilyen időponthoz kötötten kell hogy eszünkbe jusson. Például észrevesszük, hogy este 8 óra van, és ilyenkor van adásban kedvenc sorozatunk.
 Sellen, Lowie, Harris és Wilkins (1997)  által végzett kutatásban munkahelyi szituációkban hasonlították össze az eseményalapú és az idői alapú prospektív emlékezetet. A résztvevők egy kitűzőt kaptak, amelyen meg kellett nyomniuk egy gombot vagy bizonyos előre megadott időpontokban (idői alapú) vagy előre meghatározott helyeken (eseményalapú). Az eredmények azt mutatták, hogy a kísérleti személyeknek az eseményalapú helyzetben jobb volt a prospektív emlékezeti teljesítménye (52%), mint az idői alapú feladatban (33%). Ennek az a magyarázata, hogy a két feladat közti alapvető különbség, hogy az eseményalapú helyzetben az eltervezett cselekvést egy külső inger váltotta ki, míg az idői alapú helyzetben a személynek saját magának kellett hívóingert generálni, ami megmagyarázza azt, hogy miért töltöttek több időt a feladattal ebben a feltételben. Feltételezhető, hogy a külső figyelmeztető jelzések hatékonyabban emlékeztetnek bennünket arra, hogy valamit meg kell tennünk, mint a belső jelzések, így azt várhatjuk, hogy jobban teljesítünk az eseményalapú prospektív emlékezeti feladatokban.
 Hicks, Marsh és Cook (2005)  úgy vélték, hogy túlságosan leegyszerűsített az a megközelítés, hogy az eseményalapú feladatok könnyebbek, az idői alapúak pedig nehezebbek. Lényegesebb szempont, hogy mennyire jól körülírt a prospektív emlékezeti feladat. Feltételezésüket egy olyan kísérletben vizsgálták meg, amelyben a kísérleti személyeknek egy lexikai döntési feladatot kellett végrehajtaniuk négy különböző kísérleti elrendezésben. Két eseményalapú feltétel volt: 
- az egyikben pontosan meghatározott volt a feladat (figyelni kellett a „szép” és az „üt” szavakat)
- a másikban kevésbé körülhatárolt (az állatokkal kapcsolatos szavakat kellett figyelni).

Ugyanígy két idői alapú feladat is volt:
- egy pontosan meghatározott (4 és 8 perc elteltével kellett válaszolni)
- a másik kevésbé (válaszolni kellett 3-5 perc múlva, illetve 7-9 perc múlva).

Tekintve, hogy az emberek feldolgozási kapacitása korlátozott, a különböző prospektív emlékezeti feltételek nehézségére abból következtettek, hogy mennyire lassították le a lexikális döntési feladat végrehajtását.
 Hicks és munkatársai  eredményeikből megállapították, hogy az eseményalapú feltételek kevésbé akadályozták a lexikai döntési feladatok kivitelezését, mint az idői alapú feltételek. Valamint mindkét esetben a kevéssé körülírt feladatok nagyobb mértékben megnehezítették a lexikai döntést, mint a pontosan meghatározott feladatok. Vagyis, több információfeldolgozó kapacitást köt le, ha a személy szándékai kevésbé egyértelműek, mint ha pontosak.

### Azonnali és késleltetett végrehajtású eseményalapú feladatok
McDaniel, Einstein, Graham és Rall (2004)  tovább bontották az eseményalapú memóriát: megkülönböztettek  azonnali  és  késleltetett végrehajtású  emlékezeti feladatokat. Kísérleti helyzetekben általában azonnali végrehajtású feladatokat használnak, amelyekben a kísérleti személynek rögtön reagálnia kell, amikor észlelik a megfelelő jelzőingert. Azonban a valóságban gyakran felmerülnek olyan késleltető és zavaró körülmények, amelyek megakadályozzák, hogy a kulcsinger észlelésekor végrehajtsuk az adott cselekvést. McDaniel és munkatársai kísérletében a résztvevőknek az volt a feladata, hogy a piros színű képernyő felvillanásakor lenyomják a  „l”  billentyűt, mikor befejezték az adott feladatot, amit épp csináltak. Bizonyos esetekben azonban a folyamatban lévő feladatot megszakították egy másikkal. A késleltetés hossza nem befolyásolta a prospektív emlékezeti feladat végrehajtását, viszont romlott a teljesítmény akkor, amikor 40 másodperces késletetés során egy zavaró feladatot is beiktattak, ahhoz képest, amikor ugyanilyen hosszú késletetés alatt nem volt zavaró feladat. A prospektív emlékezeti feladatok végrehajtását tehát megzavarhatja a késletetés, azonban egy emlékeztető jelzés teljes mértékben képes kioltani a zavaró körülmények hatását

## Elméleti távlatok
A prospektív emlékezet hátterében álló folyamatok közül az alábbiak  a legfontosabbak:

### Előkészítő és figyelmi folyamatok elmélete
Két folyamat mindig szükséges a sikeres prospektív emlékezeti teljesítményhez:
1. Az egyik a monitorozó működés, amely már akkor elkezdődik, amikor a személy kialakítja a szándékot, és odáig tart, amíg a szándék megvalósításra kerül. Nagy kapacitást igénylő feladatokkal jár, mint pl. a figyelmi működés.
2. A másik szükséges folyamat a retrospektív emlékezet működése. Ez segít abban, hogy felismerjük prospektív emlékezeti céljainkat, illetve hogy fel tudjuk idézni a szándékunkban álló cselekvést.

A retrospektív memóriánk révén emlékezünk arra, hogy mit is szándékozunk tenni a jövőben, a monitorozás pedig segít, hogy akkor hajtsuk végre az adott cselekvést, amikor a megfelelő körülmények előállnak.

### Többszörös folyamatok elmélete
A prospektív emlékezet sikeres működéséhez minden esetben aktív és kapacitást igénylő monitorozásra van szükség. Bizonyos esetekben azonban automatikusan hajtjuk végre a prospektív emlékezeti feladatokat, anélkül hogy szükségünk lenne erre az aktív monitorozásra.
Az elmélet szerint különféle kognitív folyamatokat (pl. figyelmi folyamatokat) használhatunk a prospektív emlékezet működtetéséhez, ugyanakkor a kulcsingerek észlelése bizonyos feltételek esetén általában automatikusan történik (nem szükséges hozzá figyelmi monitorozás). Ezek a feltételek:
1. A kulcsinger és a célviselkedés között erős asszociatív kapcsolat van.
2. A kulcsinger szembetűnő vagy kiugró.
3. A prospektív emlékezeti feladat közben végzett másik tevékenység lehetővé teszi, hogy a figyelem a kulcsinger releváns jellemzőire irányuljon.

A prospektív feladatok kapacitásigénye valóban e három tényező függvénye.
A kutatók között egyetértés van abban a kérdésben, hogy a prospektív emlékezeti feladatok sikeres végrehajtásához gyakran jelentős mértékű monitorozást, az előkészítő figyelmi folyamatok igénybevételét kívánja meg. Ez inkább olyankor igaz, amikor rövid ideig próbál fejben tartani egy szándékot a személy (laboratóriumi helyzetben), mint amikor hosszabb ideig (ami a mindennapi helyzetben jellemzőbb). A kísérleti eredmények azonban azt mutatják, hogy nem minden esetben szükséges a monitorozás a prospektív feladatok sikeres végrehajtásához, ez pedig inkább a többszörös folyamatok elméletével áll összhangban, nem pedig a PAM-elmélettel. Valószínű, hogy néha meglehetősen automatikus műveletek segítségével hajtjuk végre a prospektív emlékezeti feladatokat.

## Anatómia

### Frontális lebeny
A prospektív emlékezet feladatkörébe tartozik, hogy emlékezzünk és végrehajtsunk egy cselekvést, ehhez szükségünk van az epizodikus emlékezet, a deklaratív emlékezet, a retrospektív emlékezet és a központi végrehajtó rendszer ép működésére, amelyért a frontális lebeny a felelős. Pozitronemissziós tomográfiát (PET) alkalmazó kutatásokban a kutatók az agyi véráramlást figyelték a kísérleti személyeken, akik prospektív emlékezeti feladatokat hajtottak végre. Megállapították, hogy az ilyen feladatok során a prefrontális kéreg aktivitást mutatott.

### Parietális lebeny
A nagyagy fali (parietalis) lebenyének is fontos szerepe van a prospektív emlékezet szempontjából. Feladataihoz tartozik azon különböző jelzések felismerésére, amelyek aktiválják ezt az emlékezeti rendszert, valamint felelős a figyelem fenntartatásért.

### Limbikus rendszer
A limbikus rendszeren belül a hippocampusnak, a parahippocampalis területnek, a talamusznak és az övtekervény(gyrus cinguli) elülső és hátsó részének is jelentős szerepe van. 
- A  hippocampus  feladata, hogy az emlékeink közül megtalálja a megfelelő cselekvést. PET vizsgálatok során a hippocampus aktivitást mutatott mind az eseményalapú, mind az idői alapú memória feladatokban.[9]
- A  gyrus parahippocampalis  körülveszi a hippocampust, s a kérgi területekről érkező szenzoros információt továbbjuttatja a hippocampusnak. [15] Kondo és munkatársai kimutatták , hogy prospektív emlékezeti feladatok végrehajtása során ez a terület is aktivitást mutat.[14]
- A  talamusz  szintén a hippocampus közelében helyezkedik el. Közvetíti a szenzoros információt a kérgi területek között.[16] Sikeres prospektív emlékezeti feladatok során, a PET kimutatja, hogy a thalamus akkor aktiválódik, ha a szándékot jelző ingerek jelen vannak és végrehajtódnak.[12] Azokban az esetekben, amikor a kísérleti személy számít a jelzésre, az aktivitás elmarad.
- A  cinguláris kéreg  (gyrus cinguli) emlékezettel kapcsolatos feladata szintén információközvetítés, mégpedig a hippocampus és a kérgi területek között.[17] Az anterior és posterior területek a jelzések megtervezésében és kialakításában vesznek részt.[14] Lézió esetén a személy képtelen lesz felidézni az adott jelzést, főleg ha az emlékezeti feladatban késleltetést iktattak be.[18]

## A prospektív emlékezet mérése

### A Prospektív és Retrospektív Emlékezeti Kérdőív
Angol megfelelő:  Prospective and Retrospective Memory Questionnaire (PRMQ) .
 Crawford és munkatársai (2003) : A kérdőívre kapott válaszokat elemezve elkülönítettek 3 változót: prospektív és retrospektív emlékezet, rövidtávú emlékezet és hosszú távú emlékezet, valamint általános emlékezet. A mindennapi életben az emlékezés és a felejtés is legtöbbször egyszerre igényli a retrospektív és a prospektív memória működését. A kérdőív 16 elemből áll, és a résztvevőnek az a feladata, hogy egy ötfokú skálán jelölje milyen gyakran következik be emlékezeti zavar az életében. 
Ahhoz, hogy egy kérdőívet érvényesnek lehessen tekinteni, az kell, hogy az emberek kérdőívre adott válaszai egybevágjanak azzal, ahogy valójában viselkednek.
 Mäntylä (2003)  ezt vizsgálta kísérletében: súlyos prospektív emlékezeti problémákra panaszkodó nőket hasonlított össze olyan nőkkel, akik nem számoltak be ilyen nehézségekről. Különböző feladatokban mérték prospektív és retrospektív emlékezeti működését. (Pl. emlékeztesse a vizsgálatvezetőt hogy írjon alá egy lapot, ha azt mondja vége a feladatnak.) A problémás csoport rosszabbul teljesített a prospektív feladatokban, a retrospektívben viszont nem volt különbség. Egy másik kísérletében (2003): milyen összefüggés van a PRMQ-pontszám és a különböző retrospektív emlékezeti tesztek (szófelidézés, arcfelismerés) között. Meglepő módon a retrospektív emlékezeti teljesítményt nem jósolta be a PRMQ retrospektív emlékezeti skáláján elért pontszám, ami azt jelzi, hogy a legtöbb ember nem tud pontos becslést adni arról, hogy valójában mennyire működik jól vagy rosszul az emlékezete.

## A prospektív emlékezetet befolyásoló tényezők

### Öregedés
Egy idős embernek a memóriája már nem a régi. Laikusok szerint a feledékenység és a prospektív emlékezet zavarai állnak e mögött. Valójában nem ez a jellemző.  Henry, MacLeod, Phillips és Crowford (2004)  elvégeztek egy metaanalízist az öregedésnek a retrospektív és a prospektív emlékezetre gyakorolt hatásaival kapcsolatos eredményeken. Azt találták, hogy az öregedés sokkal inkább a szabad felidézési teljesítményt rontotta (ami a retrospektív emlékezet egyik mutatója), mint a prospektív emlékezeti feladatokban nyújtott teljesítményt.
 Henry és munkatársai (2004)  egy másik metaanalízisben azt vizsgálták, hogy miként hat az öregedés az eseményalapú, illetve idői alapú prospektív emlékezeti feladatokra. Mindkét típusú feladat végrehajtását kedvezőtlenül befolyásolja az öregedés, de sokkal inkább érvényesül ez a negatív hatás olyan feladatoknál, amelyek jobban igénybe veszik az információfeldolgozási kapacitást, mint az egyszerűbb feladatoknál.
 Martin és Schumann-Hegsteler (2001)  kimutatták, hogy az idői alapú prospektív emlékezeti helyzetekben is fontos szempont, hogy mennyire veszi igénybe a feladat az általános információfeldolgozási kapacitást.
Vannak kutatások, amelyek természetes körülmények között vizsgálták ezt a kérdést, például azzal mérték a prospektív emlékezetet, hogy a vizsgálati személyeknek bizonyos időközönként fel kellett hívniuk a kísérletvezetőt telefonon, vagy meg kellett jelenniük egy megbeszélt időpontban. Ezekből a vizsgálatokból az derült, ki, hogy valós helyzetben jobban teljesítenek a prospektív feladatokban.
Az időskorban emlékezeti hanyatlás figyelhető meg. Azonban  Smith és munkatársai (2010)  rávilágítottak arra is, hogy a kornak a fiatalabbak körében is jelentősége van. 7-10 éves iskolás gyerekek eseményalapú prospektív emlékezetét hasonlították össze fiatal felnőttekével, és azt találták, hogy az utóbbi csoport jobban teljesített.

### Stressz
A stressz és a lelki feszültség hozzájárul a prospektív emlékezet zavaraihoz is. Bár kevés adat van erről, de a feltevést alátámasztani látszik  Cockburn és Smith (1994)  kísérlete: a kísérleti személyeknek minden alkalommal mikor az idő jelzett, meg kellett kérdezniük, hogy mikor találkoznak újra a kísérlet vezetővel. A felejtés valószínűségét azzal növelték, hogy viszonylag hosszú késleltetéssel szólalt meg a jelző az instrukció elhangzását követve. Eredményük: az erősen szorongó személyek szignifikánsan nagyobb valószínűséggel felejtették el feltenni a kérdést, mint a kevéssé szorongók.
 Harris és Menzies (1999)  kísérlete: A kísérleti személyeknek 60 szóhoz kellett szemantikailag illő párt találni, és meg is kellett jegyezniük ezeket. Eközben egy prospektív emlékezeti feladatot végeztek (x-et kellett tenni a szólista azon elemeihez, amik „ruhák” vagy „testrészek” kategóriába tartoztak). Eredményük: az erősebben szorongók rosszabbul teljesítettek a prospektív emlékezeti feladatban.
 Landsinger (2002)  egyetemistákkal végezte el kísérletét: 55 tanulót 4 csoportba osztott fel aszerint, hogy milyen mennyiségű feladatot kellett elvégezniük és mekkora stressznek voltak kitéve a hallgatók (kevés feladat – kevésbé stresszes helyzet, sok feladat – stresszes helyzet, kevés feladat – stresszes helyzet, sok feladat – kevésbé stresszes helyzet). Mind a négy csoport ugyanazt az emlékezeti feladatot végezte el. Megállapította, hogy az elvégzendő feladat mennyisége és a stressz helyzet meggátolja a feladatok helyes elvégzését, de a legmagasabb gátlás akkor fordult elő, mikor nagyobb mennyiségű feladatot kellett elvégezni, stresszes helyzetben.

### Tudatmódosítók
Kutatásokban megállapították, hogy a dohányzás, az alkohol, a cannabis, az ecstasy és a metamfetamin rossz hatással van a prospektív emlékezet működésére. 
- Rendszeres dohányzás következtében csökkent a prospektív emlékezeti teljesítmény és a nikotin hosszú távú hatása az emlékezetre dózisfüggő.[27][28]
- A túlzott alkoholfogyasztás/alkoholizmus következtében teljesítményromlás figyelhető meg szólisták megtanulásában, rövid és hosszú távú memória feladatokban, a munkamemóriában és az elvont érvelésben.[29]
- A cannabis nem csak döntéshozatalban, a tanulásban vagy az információ feldolgozásban okoz károsodást, de az emlékezetre is negatív hatással van.[30]  Bartholomew (2010)  kutatásában kimutatta, hogy a rendszeres cannabis fogyasztók rosszabb eredményt értek el a PRMQ feladat során, vagyis a cannabis negatívan hat a prospektív emlékezeti működésre.[30]
- Az ecstasy és metamfetamin használok körében szintén akadályozott a prospektív emlékezet működése, illetve az utóbbi drog esetében azt is kimutatták, hogy a károsodás még azok esetében is kimutatható, akik már 6 éve teljesen tiszták.[31][32]

### Rendellenességek és betegségek
- A sarlósejtes vérszegénységben szenvedőknek nem csak az immunrendszer károsodik, de az emlékezet is bonyodalmakba ütközik. Az eseményalapú prospektív emlékezet károsodása figyelhető meg sarlósejtes vérszegénységben szenvedő gyerekeknél.[33] Ez olyan mindennapi cselekvésekben nyilvánul meg, mint például a házi feladat elfelejtése, gyógyszerek bevételének elfelejtése vagy orvosi időpont elmulasztása. Ezek természetesen a felnőttekre is egyaránt jellemzőek.
- A Parkinson-kóros betegek igen nagy mennyiségű prospektív emlékezeti romlással rendelkeznek ahhoz, hogy a mindennapi tevékenységeiket elfelejtsék.[34] Sokkal inkább az időalapú prospektív memória károsodik, és nem az eseményalapú.[35] ez abban nyilvánul meg, hogy bár a gyógyszereiket elfelejthetik bevenni a nap bizonyos szakaszaiban, ez azonban csökken, ha a gyógyszeres doboz láthatáron van.
- Skizofrénia következtében a retrospektív emlékezet és a végrehajtó funkciók mellett az általános prospektív emlékezeti funkciók is akadályba ütköznek.[36] Mind az időalapú, s mind az eseményalapú prospektív emlékezet károsodik.[37] Ebben a betegségben különösen veszélyes lehet, ha például a beteg elfelejti bevenni a gyógyszerét, mert olyan tünetek is megjelenhetnek, mint a hallucináció, érthetelen beszéd vagy a paranoia.
- A sclerosis multiplex esetén a kimutatták, hogy negatív hatással van a retrospektív emlékezetre.  Rendell és munkatársai (2006) [38] a prospektív emlékezet működését vizsgálták, s kimutatták, hogy nem csak a retrospektív emlékezeti károsodása vezet prospektív sérüléshez, hanem maga a sclerosis multiplex is elegendő ennek kiváltására.

## Légiközlekedés
Mivel a légiforgalmi irányítóknak egyszerre több összetett feladatot kell végrehajtaniuk, ezért ha a prospektív emlékezet csődöt mond, veszélyes helyzetek alakulhatnak ki. 1300 halálos kimenetelű repülőgép-szerencsétlenség elemzése során megállapították, hogy a balesetek többsége a pilóta hibájából származott: 50% pilóta hiba, 6% nem pilóta, de emberi hiba, 22% mechanikai hiba, 12% időjárás, 9% szabotálás, és 1% egyéb ok. A prospektív emlékezeti hibák a legtöbbször akkor fordulnak elő, amikor a pilótákat megzavarják egy akciósor végrehajtásában, a megváltozott helyzet kezelésére pedig nem tudnak új tervet vagy szándékot létrehozni.

## Fordítás
Ez a szócikk részben vagy egészben  a   Prospective memory című angol Wikipédia-szócikk ezen változatának fordításán alapul.  Az eredeti cikk szerkesztőit annak laptörténete sorolja fel. Ez a jelzés csupán a megfogalmazás eredetét és a szerzői jogokat jelzi, nem szolgál a cikkben szereplő információk forrásmegjelöléseként.